# رد بویلینگ اسپرینگز (تنسی)
رد بویلینگ اسپرینگز(به انگلیسی: Red Boiling Springs) شهری در ایالت تنسی کشور ایالات متحده آمریکا است که جمعیت آن در سرشماری سال ۲۰۱۰ میلادی، ۱٬۱۱۲ نفر بوده‌است.